# Godolphin Barb

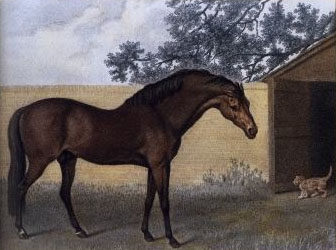
Godolphin Arabian

Godolphin Barb, znany jako Godolphin Arabian, 1724–1754, arabski ogier z Maroka, jeden z trzech od których wywodzą się konie pełnej krwi angielskiej. Podarowany królowi Francji Ludwikowi XV, trafił do stadniny Francisa Godolphin, 2. hrabiego Godolphin. Przodek wielu słynnych koni arabskich.